# ブライアン・グンティン
ブライアン・ジェレミー・グンティン（中国語: 何莱恩、英語: Bryan Jeremy Goonting、2005年2月16日 - ）は、マレーシアの男子バドミントン選手。

## 経歴
2023年、アジアジュニア選手権では、ロー・ハンチェンとのペアで男子ダブルスに出場するが、準々決勝で敗退しベスト4入りはならなかった。
同年の世界ジュニア選手権では、2歳年下のアーロン・タイとペアを組み男子ダブルスに出場。準々決勝で角田洸介 / 菅原海斗を12-21, 21-17, 21-16で破って準決勝に進出。準決勝では頼柏佑 / 蔡富丞に敗れ、銅メダルとなった。
2024年からは、同い年のファズリク・ラジフとペアを組む。